# Aritana Yawalapiti
Aritana Yawalapiti (né le 15 juillet 1949 - mort le 5 août 2020 à Goiânia) est un cacique du groupe indigène des Yawalapiti dans le Parc indigène du Xingu et président de l'Institut de recherches ethno-environnementale du Xingu (IPEAX).

## Biographie
Aritana Yawalapiti est le fils du chef indigène Paru Yawalapiti et de Tepori Kamaiurá.
Lors de son enfance dans les années 1950, il fréquente les frères Cláudio Villas-Bôas et Orlando Villas-Bôas, des militants indigénistes qui lui apprennent, d'après Aritana, l'importance de préserver l'habitat traditionnel.
En 1964, alors qu'il a 15 ans, il rencontre l'ancien roi Léopold III de Belgique alors que ce dernier est en expédition dans les réserves indigènes du Mato Grosso.
Préparé très tôt pour cela, il accède au rang de cacique des Yawalapiti dans les années 1980, se consacrant à la défense des droits des peuples indigènes du Brésil, en particulier la démarcation des terres, la préservation de l'environnement, la santé et l'éducation. 
Son action lui vaut de représenter les autres peuples indigènes du parc national du Xingu. Il fait partie des personnes interviewées dans le documentaire Despertar das Amazonas (2009).
Il meurt le 5 août 2020, victime du covid-19,.